# Рассохская Буда
Рассохская Буда (укр. Розсохська Буда, до 2024 года — Российская Буда) — село в Хмельницком районе Хмельницкой области Украины.
Население по переписи 2001 года составляло 43 человека. Почтовый индекс — 31543. Телефонный код — 3857. Занимает площадь 0,447 км². Код КОАТУУ — 6823085403.

## Местный совет
31543, Хмельницкая обл., Хмельницкий р-н, с. Снитовка, ул. Колхозная, 17